# Bobby Hachey
Pour les articles homonymes, voir Hachey.
Bobby Hachey (né Albert Hachey le 2 janvier 1932 à Atholville, Nouveau-Brunswick, Canada et mort le 18 octobre 2006 à Saint-Hyacinthe, Québec, Canada) est un chanteur, musicien et animateur de télévision considéré comme un des pionniers de la musique western au Québec et comme un guitariste country exceptionnel. D'abord membre de l'orchestre de Kid Baker, il a joué avec ses deux frères, en plus d'être le compagnon de route d'une autre légende du genre, Willie Lamothe. Bobby Hachey a entrepris sa carrière solo en 1979.

## Carrière
Bobby Hachey s'initie très jeune à la musique. Il joue de la guitare, de la mandoline et du violon. À l'âge de 14 ans, il fonde un groupe western avec ses frères Terry et Curly, et il quitte l'école pour s'embarquer dans l'orchestre de Kid Baker.
Pendant 21 années, il rejoint ses frères Terry et Curly à Montréal dans les années 1950. Bobby et Terry enregistre avec Hal Willis en 1951 sous le nom de Hillbilly Ramblers. Par la suite avec leur frère Curly dans un groupe appelé The Sunset Playboys (qui comprenait aussi, paradoxalement, une musicienne, à la contrebasse et au violon), il tourne régulièrement à l'émission de radio « Willie Lamothe et ses Cavaliers des Plaines » sur les ondes de CKVL. Bobby et Terry apparaissent sur la pochette de l'album « Willie Lamothe et ses Cavaliers des Plaines avec Rita Germain », un disque paru sur étiquette London à la fin de la décennie.
Dans les 1960, les trois frères, devenus Hachey Brothers, sillonnent le Canada et les États-Unis. À Nashville dans le Tennessee, la capitale de la musique country, Bobby Hachey pourra côtoyer les plus grands, comme l'Américain Carl Smith ou le Canadien Hank Snow. 
En 1970, la populaire émission de télévision « Le ranch à Willie » entre en ondes à Télé-Métropole. Ce sera un franc succès durant six saisons avec un million et demi de téléspectateurs, jusqu'en 1976. Bobby Hachey y apparaît souvent et commence à endisquer ses propres albums, alors que jusqu'à présent il apparaissait sur disque avec ses frères, ou comme musicien pour d'autres artistes. Sur son premier disque, il reprend notamment Buck Owens et ses Buckaroos, ainsi que Duke Ellington. Quelques années plus tard, il enregistrera un hommage à Johnny Cash.  On note aussi Elvis Presley parmi ses influences.  Malgré le succès, il se dit "snobé" par la colonie artistique montréalaise.
En 1975, Bobby Hachey et Willie Lamothe partent en tournée en Louisiane, puis en 1976 ils retournent à Nashville où ils enregistrent ensemble « 30 ans et puis Nashville » et se produisent au Grand Ole Opry. La collaboration entre Hachey et Lamothe se poursuivra jusqu'en 1976. La santé de Lamothe commençant alors à décliner, à la suite de problèmes cardiaques qui le handicapent, Bobby Hachey entreprend une carrière solo. Il donnera des spectacles jusque dans les années 2000.

## Discographie
- 2006 : Mile After Mile (Collection Les Étoiles du Country)
- 2006 : Hommage à Elvis & Johnny Cash (Collection Les Étoiles du Country)
- 2006 : Album instrumental (Collection Les Étoiles du Country)
- 2005 : On se souvient du Rock'N'Roll
- 2002 : 50 ans de Country avec Bobby Hachey
- 2000 : Noël country
- 2000 : Hommage à mes amis
- 1990 : Un ami, une légende
- 1978 : Mon sourire, ma limousine
- 1975 : Waitin' for a break
- 1974 : Bobby Hachey
- 1973 : Instrumental
- 1973 : Années d'or de Bobby et les frères Hachey, Les
- 1973 : L'incomparable Bobby Hachey
- 1972 : Bobby Hachey sings Elvis
- 1971 : Bobby Hachey et ses Six Bons
- 1970 : Bobby Hachey
- 1970 : Bobby Hachey sings Johnny Cash

## Cinéma
Bobby Hachey est apparu dans La mort d'un bûcheron de Gilles Carle en 1972 et dans Mustang de Marcel Lefebvre, en 1974. 

## Décès
Bobby Hachey s'est éteint le 18 octobre 2006 à Saint-Hyacinthe, des suites d'un cancer du poumon et d'un cancer de la gorge. Il avait 74 ans. Quelques heures après son décès, le Gouvernement du Québec a réagi à la nouvelle par voie de communiqué, regrettant la mort du guitariste. 

## Récompenses
- Trophée Félix du meilleur album country de l'année 1979 ( Mon sourire, ma limousine ) au Gala de l'ADISQ.
- Trophée Félix du meilleur album country de l'année au gala de l'ADISQ en 2000.

## Anecdotes
- Bobby Hachey a appris la musique en reproduisant ce qu'il entendait sur les 78 tours qu'il écoutait. Il n'a jamais su lire la musique.
- Hugo Dubé interprétait le rôle de Bobby Hachey dans la série télévisée Willie.
- On lui accolait parfois le surnom "Monsieur Sourire"[2].